# جردكوه
جردكوه كانت قلعة تابعة للدولة الإسماعيلية النزارية تقع بالقرب من دامغان في منطقة قوميس (مقاطعة سمنان الحالية في إيران).
تعتبر جردكوه بمثابة "جبل محصن" وتُوصف بإنها صخرة عمودية عالية بارتفاع 300 متر تحتوي على مباني على قمتها وتحصينات على جوانبها، وتحميها حلقة ثلاثية من التحصينات عند سفحها، مما يجعل القلعة منيعة أمام أي هجوم عسكري مباشر. كانت القلعة في الأصل حصناً صغيراً تم الحصول عليه وإعادة تحصينه في عام 1096 م من قبل قائد سلجوقي كان نزارياً سراً. وكانت القلعة بمثابة ملجأ للعائلات النزارية، كما أن موقعها الاستراتيجي في منتصف طريق خراسان جعل منها قاعدة مفيدة لجمع الضرائب من القوافل المارة على طريق الحرير.
قاومت جردكوه الغزو المغولي عام 1253م لمدة 17 عامًا، ليصبح آخر معقل نزاري يسقط في بلاد فارس. ظلت القلعة قيد الاستخدام حتى أوائل الفترة الصفوية. تعتبر جردكوه أقل قلعة مدروسة من بين القلاع النزارية الكبيرة.